# Lampranthus
Lampranthus es un género con 257 especies de plantas suculentas perteneciente a la familia Aizoaceae.

## Descripción
Sufrútices o subarbustos, erectos, postrados o difusos, glabros, sin papilas cristalinas. Hojas opuestas, sésiles, en general cortamente adnatas en la base, de sección triangular, circular o semicircular, sin estípulas. Flores solitarias o en cimas de 3-7 flores, terminales o axilares. Perianto de 5 tépalos. Estaminodios petaloideos, numerosos, libres, en 2-7 verticilos. Estambres numerosos, erectos, f difusos. Ovario ínfero, generalmente de 5 carpelos; placentación parietal, sin tubérculos placentarios y con opérculos loculares; estigmas subulados o gruesos. Cápsula loculicida, generalmente con 5 lóculos; valvas bicrestadas y con alas marginales revueltas. Semillas piriformes, rugosas, de color castaño oscuro.

## Taxonomía
Lampranthus fue descrito por el taxónomo y botánico inglés, Nicholas Edward Brown, y publicado en Gard. Chron., ser. 3, 87: 71 (1930) [nom. cons.]. La especie tipo es: Lampranthus multiradiatus (Jacq.) N.E.Br. (Mesembryanthemum multiradiatum Jacq.)
Etimología
Lampránthus: nombre genérico que deriva de las palabras griegas: lamprós = "brillante" y ánthos = "flor".

## Especies seleccionadas
- Lampranthus acrosepalus
- Lampranthus acutifolius
- Lampranthus aduncus
- Lampranthus aestivus
- Lampranthus affinis
- Lampranthus aestivus
- Lampranthus coccineus N.E.Br.
- Lampranthus productus
- Lampranthus roseus
- Lampranthus spectabilis